# メフリバン・アリエヴァ
メフリバン・アリエヴァ（アゼルバイジャン語：Mehriban Əliyeva、英語：Mehriban Aliyeva、1964年8月26日 - ）は、アゼルバイジャンの第一副大統領でファーストレディー。医師、眼科医でもある。アゼルバイジャン・バクー生まれ。現在、ヘイダル・アリエフ財団の会長、ユネスコ親善大使を務める。

## 経歴
1964年アゼルバイジャン・バクー生まれ。著名な作家、文筆家であるイラン系アゼルバイジャン人ミル・ジャラル・パシャエフを祖父に持つ名門家系パシャエフ家に生まれ、叔父ハフィス・パシャエフもアゼルバイジャン初の在米大使を務め現在は外務副大臣。父アリフ・パシャエフはバクーの国立航空学院の学長である。母アイーダ・イマングリエヴァは言語学者で、新聞社の創業者ナジール・イマングリエフの娘だった。
1988年にモスクワ国立第一医科大学（イヴァン・ミハイロビッチ・ セチェノフ医科大学）を卒業後、ソビエト連邦医学アカデミーで勤務。
1983年に第3代大統領ヘイダル・アリエフの長男イルハム・アリエフと結婚。

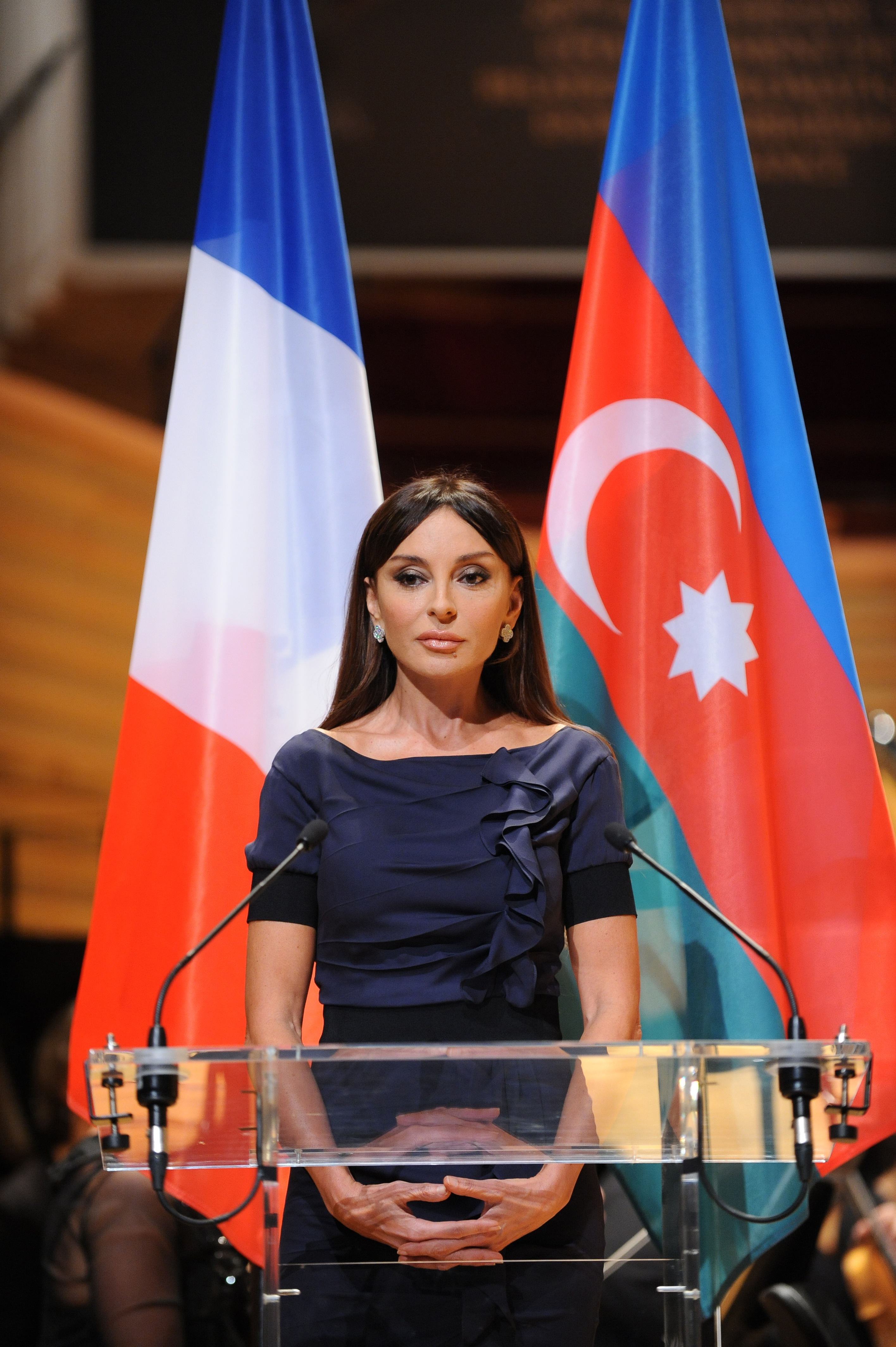
2002年に訪仏中のメフリバン・アリエヴァ

1995年にアゼルバイジャン文化振興財団（Azerbaijani Culture Friends Foundation）を設立。2004年に義父ヘイダル・アリエフ大統領死後、教育、健康、研究振興のためのヘイダル・アリエフ財団を設立。その他、国外の文化財保護などにも貢献。2004年よりユネスコ親善大使。アゼルバイジャン・オリンピック委員会会長に選出されている。

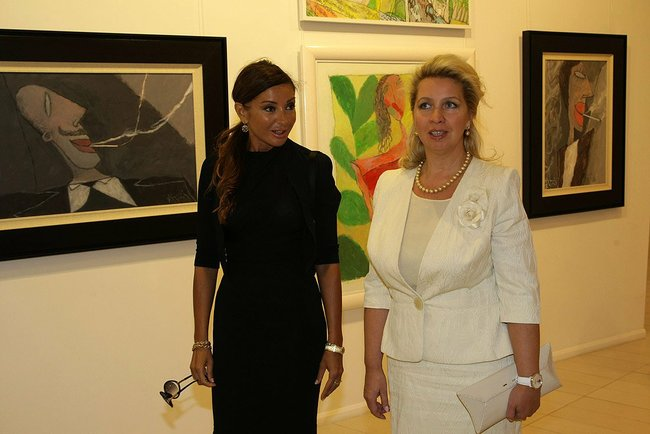
バクー現代美術館でのメフリバン・アリエヴァとスヴェトラーナ・メドヴェージェワ（2010年）

## 政治家として
2004年より新アゼルバイジャン党に所属。2005年総選挙において国民議会議員に選出。2017年第一副大統領に任命された。この職は2016年の憲法改正国民投票にて新設され、その後本人の意思により副大統領職に専念するため議員の立場を停止。フランスへの外遊の後、日本の堀井学外務政務官を団長とする外交団訪問を受け、カスピ海における日本との石油共同生産協定など経済協力関係と、観光・農業・教育など石油関連分野以外での親善の強化を実施。